# Bluma Zeigarnik
Bluma Wulfowna Zeigarnik (ros. Блюма Вульфовна Зейгарник; ur. 9 listopada 1900 w Prenach, zm. 24 lutego 1988 w Moskwie) – radziecka psycholożka i psychiatra pochodzenia żydowskiego. Od jej nazwiska pochodzi określenie efektu lepszego pamiętania zadań niedokończonych niż dokończonych (efekt Zeigarnik), który odkryła i opisała w pracy doktorskiej napisanej pod kierownictwem Kurta Lewina na uniwersytecie berlińskim.
Od 1931 roku pracowała na uniwersytecie moskiewskim pod kierownictwem L. Wygotskiego.
Uhonorowana przez Amerykańskie Towarzystwo Psychologiczne w 1983 roku nagrodą im. Kurta Lewina. W ZSRR otrzymała nagrodę im. Łomonosowa I stopnia w 1978 roku.